# Alien (personaj fictiv)
Alien (denumit uneori și Xenomorph) este o creatură ficțională extraterestră care este antagonistul principal al seriei de filme Alien. Specia-și face debutul în filmul Alien (1979) și reapare în continuare în Aliens (1986), Alien 3 (1992) și Alien: Renașterea (1997), precum și în franciza Alien vs. Predator (2004) și Aliens vs. Predator: Requiem (2007). O creatură asemănătoare cu un design ușor diferit, de asemenea, apare pentru scurt timp în filmul Prometheus (2012) de Ridley Scott. În plus, Alien apare în literatura de specialitate și în mai multe jocuri video diferite, „spin-off”-ul francizei. 
Spre deosebire de multe alte rase extraterestre din științifico-fantastic, „alien”-ii nu au o civilizație tehnologică, dar sunt creaturi agresive care nu au obiective mai mari decât propagarea speciei lor și distrugerea vieții, care ar putea reprezenta o amenințare (în filmul Prometheus rasa a fost proiectată ca o armă biologică de o rasă avansată). Ca și viespile sau termitele, „alien”-ii sunt eusociali, cu o singură regină fertilă care reproducere o castă de războinici. Ciclul de viață biologic al „alien”„”-ilor implică implantarea traumatică de larve parazite în interiorul gazdelor vii, care la maturitate erup din pieptul gazdei. Designul lor evocă în mod deliberat multe imagini sexuale, atât ca bărbați, cât și ca femei, pentru a ilustra estomparea/inversarea lor față de dihotomia sexuală umană.
Designul „alien”-ului aparține suprarealistului elvețian H. R. Giger, pe baza unei litografii numite Necronom IV, ulterior fiind redefinit pentru primul film din seria Alien, iar efectele mecanice de bază au fost proiectate și construite de către designerul italian de efecte speciale Carlo Rambaldi. Proiectarea și ciclul de viață al speciei a fost extins la scară largă pe tot parcursul fiecărui filM.